# Йоханна Таліхярм
Йоханна Таліхярм (ест. Johanna Talihärm; нар. 27 червня 1993, Таллінн, Естонія) — естонська біатлоністка.

## Кар'єра
Йоханна почала займатися біатлоном у 2004 році, а в 2009 дебютувала на міжнародному рівні за збірну Естонії.
Вона змагалася на чемпіонаті світу з біатлону 2013 року та на Зимових Олімпійських іграх 2014 року в Сочі. Вона представляла Естонію на Зимових Олімпійських іграх 2018 року.
Її брат Йохан також біатлоніст.

## Результати біатлону
Усі результати отримані від Міжнародного союзу біатлону.

### Зимові Олімпійські ігри
Результати на Зимових Олімпійських іграх:
| Подія          | Індивідуальні змагання | Індивідуальні змагання | Індивідуальні змагання | Індивідуальні змагання | Естафети        | Естафети         |
| Подія          | Спринт                 | Гонка-переслідування   | Індивідуальна гонка    | Масс-старт             | Жіноча естафета | Змішана естафета |
| -------------- | ---------------------- | ---------------------- | ---------------------- | ---------------------- | --------------- | ---------------- |
| 2014 Сочі      | 48                     | 55                     | 72                     | -                      | 16              | -                |
| 2018 Пхьончхан | 22                     | 26                     | 50                     | -                      | -               | -                |

### Чемпіонати світу
| Рік  | Місце       | Індивідуальна гонка | Спринт | Переслідування | Масстарт | Естафета | Змішана естафета |
| ---- | ----------- | ------------------- | ------ | -------------- | -------- | -------- | ---------------- |
| 2013 | Нове Место  | 99                  | 85     | -              | -        | 20       | -                |
| 2015 | Контіолахті | 70                  | 38     | 43             | -        | 15       | -                |
| 2017 | Гохфільцен  | 57                  | 87     | -              | -        | 19       | 21               |
| 2019 | Естерсунд   | 28                  | 20     | 34             | -        | 12       | 14               |

### Чемпіонати Європи
| Подія             | Індивідуальна гонка | Спринт | Переслідування | Масстарт | Естафета | Змішана естафета |
| ----------------- | ------------------- | ------ | -------------- | -------- | -------- | ---------------- |
| 2010 Отепя        | 30                  | 38     | 41             | -        | -        | -                |
| 2012 Осрбліє      | 20                  | 24     | 22             | -        | -        | 11               |
| 2015 Отепя        | -                   | 45     | 32             | -        | 9        | -                |
| 2018 Валь-Ріданна | DNS*                | 57     | DNS            | -        | -        | 15               |

*не стартувала.

### Чемпіонати світу з юніорів / молоді
| Подія            | Індивідуальна гонка | Спринт | Переслідування | Масстарт | Естафета | Змішана естафета |
| ---------------- | ------------------- | ------ | -------------- | -------- | -------- | ---------------- |
| 2010 Торсбі      | 68                  | 55     | 54             | 10       |          |                  |
| 2011 Нове Место  | 30                  | 31     | 22             | 4        |          |                  |
| 2012 Контіолахті | 23                  | 21     | 24             | 11       |          |                  |
| 2013 Обертілліах | -                   | 17     | DNS            | -        |          |                  |
| 2014 Преск-Айл   | 34                  | DNS*   | -              | -        |          |                  |

*не стартувала.